# Nephodia cletagora
Nephodia cletagora är en fjärilsart som beskrevs av Druce 1893. Nephodia cletagora ingår i släktet Nephodia och familjen mätare. Inga underarter finns listade i Catalogue of Life.